# Степанов, Олег Владимирович
Оле́г Влади́мирович Степа́нов (род. 8 марта 1972, Каир) — российский дипломат. Чрезвычайный и полномочный посол (2023).

## Биография
Окончил факультет Международной информации (журналистики) Московского государственного института международных отношений МИД России (МГИМО) по специальности «Связи с общественностью» (1994).
Владеет корейским и английским языками.
На дипломатической работе с 1994 года.
- В 1997—2001 годах — вице-консул Генерального консульства России в Сан-Франциско США.
- В 2003—2007 годах — советник, руководитель внешнеполитической и двусторонней группы Посольства России в Грузии.
- в 2007—2010 годах — старший советник, руководитель внешнеполитической группы в Посольстве России в США.
- В 2010—2016 годах — советник-посланник Посольства России в США по политическим и военно-политическим вопросам, заместитель главы миссии.
- В 2016—2021 годах — директор Департамента внешнеполитического планирования МИД России.
- С 9 марта 2021 года — чрезвычайный и полномочный посол Российской Федерации в Канаде[2].

Член Совета по внешней и оборонной политике (СВОП) и Российского совета по международным делам (РСМД).
В преддверии вооружённой агрессии России в Украине публично отрицал агрессивные намерения России, а в интервью канадскому ТВ в апреле 2022 года отрицал практически все обвинения, даже после того, как ведущий продемонстрировал ему фрагменты его же собственного предыдущего интервью.

## Дипломатический ранг
- Чрезвычайный и полномочный посланник 2 класса (16 июля 2012)[4].
- Чрезвычайный и полномочный посланник 1 класса (29 мая 2015)[5].
- Чрезвычайный и полномочный посол (9 июня 2023)[6].

## Награды
- Орден Дружбы (31 декабря 2021) — За большой вклад в реализацию внешнеполитического курса Российской Федерации и многолетнюю добросовестную дипломатическую службу[7].
- Знак отличия «За безупречную службу» ХХ лет (26 августа 2016) — За большой вклад в реализацию внешнеполитического курса Российской Федерации и многолетнюю добросовестную дипломатическую работу[8].
- Знак отличия «За безупречную службу» ХХХ лет (8 декабря 2024) — За большой вклад в реализацию внешнеполитического курса Российской Федерации и многолетнюю добросовестную дипломатическую службу[9].

## Семья
Женат, имеет сына и дочь.